# Omul-lup (film din 2025)
Omul-lup (titlu original: în engleză Wolf Man) este un film american de groază din 2025 regizat de Leigh Whannell după un scenariu de Whannell și Corbett Tuck, o relansare a francizei Omul-lup. Rolurile principale au fost interpretate de actorii Christopher Abbott, Julia Garner și Sam Jaeger. Filmul urmărește un bărbat familist care încearcă să-și protejeze soția și fiica de un vârcolac, doar ca să se infecteze și să se transforme încet într-o astfel de creatură. Jason Blum este producătorul filmului sub sigla sa Blumhouse Productions. 
Filmul a fost anunțat în 2014 și urma să facă parte din Dark Universe, un univers cinematografic comun centrat pe Universal Monsters. După eșecul filmului Mumia (2017), Universal și-a mutat atenția către filme independente. Succesul lui Whannell cu Omul invizibil (2020) a reaprins interesul Universal pentru franciza Monsters. Ei au acceptat o prezentare a lui Ryan Gosling, în care urma să joace și el, a unui nou film cu Omul-lup, în regia lui Derek Cianfrance. Cu toate acestea, Cianfrance a părăsit proiectul în 2023, iar Gosling a renunțat la rol, rămânând ca producător executiv, în timp ce Whannell a preluat funcția de regizor cu o nouă distribuție. Filmarea principală a avut loc în Noua Zeelandă la începutul anului 2024.
Omul-lup a fost lansat în Statele Unite ale Americii de Universal Pictures la 17 ianuarie 2025. Filmul a primit recenzii mixte din partea criticilor și a încasat 32,9 de milioane de dolari americani la un buget de 25 de milioane de dolari americani.

## Rezumat
În 1995, dispariția unui drumeț în munții Oregon a stârnit speculații că un virus ar fi legat de fauna sălbatică din regiune. În timpul unei excursii de vânătoare în zonă, tânărul Blake Lovell și tatăl său Grady văd o creatură misterioasă pândind în pădure și se ascund într-un turn de vânătoare înalt.
Treizeci de ani mai târziu, Blake locuiește acum în San Francisco cu soția sa Charlotte și fiica lor Ginger. Dependent de muncă, își petrece puțin timp cu familia și, la fel ca tatăl său, de la care nu are nicio veste, are dificultăți în a-și controla temperamentul, ceea ce pune o presiune asupra căsniciei sale. Într-o zi, el primește un certificat de deces al lui Grady, care a dispărut, precum și cheile de la casa copilăriei sale din Oregon. El decide să se mute acolo pentru a încerca să-și salveze relația cu Charlotte. La fermă, într-o noapte cu lună plină, familia este atacată de un vârcolac care îl zgârie cu ghearele brațul lui Blake. Ei se baricadează în interiorul casei, dar în curând Blake începe să se transforme în ceva oribil, punând în pericol siguranța soției și a fiicei sale.

## Distribuție
- Christopher Abbott – Blake Lovell
  - Zac Chandler – tânărul Blake Lovell
- Julia Garner – Charlotte Lovell, soția lui Blake
- Matilda Firth – Ginger Lovell, fiica lui Blake și a Charlottei
- Sam Jaeger – Grady Lovell, tatăl înstrăinat al lui Blake, bunicul lui Ginger și socrul Charlottei
  - Ben Prendergast – Grady ca vârcolac
- Benedict Hardie – Derek Kiel
- Leigh Whannell – Dan Kiel (voce)

## Primire
Pe site-ul web de agregare a recenziilor Rotten Tomatoes, 51% din cele 241 recenzii ale criticilor sunt pozitive, cu un rating mediu de 5.6/10. Consensul site-ului spune că: "Încercarea regizorului Leigh Whannell de a aduce o nouă dimensiune psihologică „Omului-lup” vine în detrimentul unor sperieturi adecvate, deși fanii groazei corporale vor găsi în continuare câteva bucăți gustoase de mestecat." Metacritic, care folosește o medie ponderată, a atribuit filmului un scor de 50 din 100, pe baza a 49 critici, indicând recenzii „mixte sau medii”. Publicul chestionat de CinemaScore i-a acordat filmului o notă medie de „C–” pe o scară de la A+ la F, în timp ce cei chestionați de PostTrak i-au acordat un scor general pozitiv de 54%, cu un „foarte scăzut” 34% spunând că l-ar „recomanda cu siguranță”.